# Murcha
Murcha, ook wel Murca/Murchha Pranayama, coma-ademhaling of stervende ademhaling genoemd, is een pranayama (ademhalingstechniek) in yoga.
Jalandhara bandha (kinslot) wordt in deze pranayama zolang ingezet tot het punt van flauwvallen bijna is bereikt. Deze pranayama is bedoeld voor de meer gevorderde yogi; beginners kunnen er inderdaad bij flauwvallen. Bij de pranayama wordt de neusademhaling gebruikt en er kunnen verschillende rondes en pauzes volgen voordat het doel bereikt wordt. Wanneer het met succes wordt uitgevoerd, zou men een ontspannen en halfbewuste flauwte voelen.
Murcha wordt ook wel uitgevoerd terwijl alle drie bandha's worden aangehouden. De adempauze kan dan zowel ingeademd als uitgeademd worden uitgevoerd. Murcha zou een goed middel zijn tegen angst, depressie en psychische stoornissen.
volledige ademhaling · middenrifademhaling · flankademhaling · sleutelbeenademhaling · mondademhaling · neusademhaling

abhyantara bahya stambha vritti · activerende ademhaling · agni prasana · anuloma · anuloma viloma · bhastrika · brahmari · chandra bhedana · chatur mukhi · dirgha sukshma · kapalabhati · kevala kumbhaka · kumbhaka · murcha · nadi sodhana · ohm sahita rechaka · plavini · prachhardana · prana apana samyukta · pratiloma · sahita kumbhaka · sama vritti · samanu · sapta vyahrita · sargarbha sahita kumbhaka · sarva dwara baddha · sithali · sitkari · stambha vritti · sukha purvaka · suksama shwasa prashwasa · surya bhedana · tri bandha kumbhaka · ujjayi · vaya viya kumbhaka · viloma · visama vritti